# Internationale sozialistische Organisation
Die Internationale Sozialistische Organisation (ISO) ist eine marxistische Organisation und die deutsche Sektion des Vereinigten Sekretariats der Vierten Internationale. Sie entstand im Dezember 2016 aus der Vereinigung der isl und des RSB.

## Geschichte
Ursprünglich war die deutsche Sektion der Vierten Internationale die Gruppe Internationale Marxisten (GIM), diese vereinigte sich im Oktober 1986 mit der ehemals maoistisch orientierten KPD (bis 1980: KPD/ML) zur Vereinigten Sozialistischen Partei (VSP).
Aus der Strömung der Vierten Internationale innerhalb der VSP waren zwei unterschiedliche Organisationen hervorgegangen. 1994 gründete sich der Revolutionär Sozialistische Bund (RSB), dem folgte 2001 die internationale sozialistische Linke (isl). Beide Organisationen standen auf unterschiedlichen Flügeln der Vierten Internationale, die isl unterstützte die Politik der internationalen Mehrheit, die unter bestimmten Bedingungen die Bildung von breiten antikapitalistischen Parteien einschloss, die nicht als ganze Teil der Vierten Internationale sind, während der RSB die eigenständige Organisierung der Revolutionäre und die Bedeutung einer deutschen Sektion der Vierten Internationale betonte. So arbeiteten Mitglieder der isl seit Gründung der Wahlalternative Arbeit und Soziale Gerechtigkeit (WASG) und der Partei Die Linke in diesen mit, während der RSB sich dagegen aussprach und auf außerparlamentarische Bewegungen orientierte.
2011 begann ein Diskussions- und Organisierungsprozess, in dem sich mehrere kleine Gruppierungen, die sich als antikapitalistisch und revolutionär verstehen, zu einer aktionsfähigen „neuen antikapitalistischen Organisation“ zu vereinigen versuchten („NaO-Prozess“). An ihm nahmen auch RSB und isl teil. Darauf folgte 2014 die Annäherung beider Organisationen. Am 3. und 4. Dezember 2016 fand schließlich auf einer gemeinsamen Konferenz die Vereinigung statt. Die ISO hat im Gegensatz zum Vorgänger RSB keinen Parteienstatus.

## Inhaltliches Profil

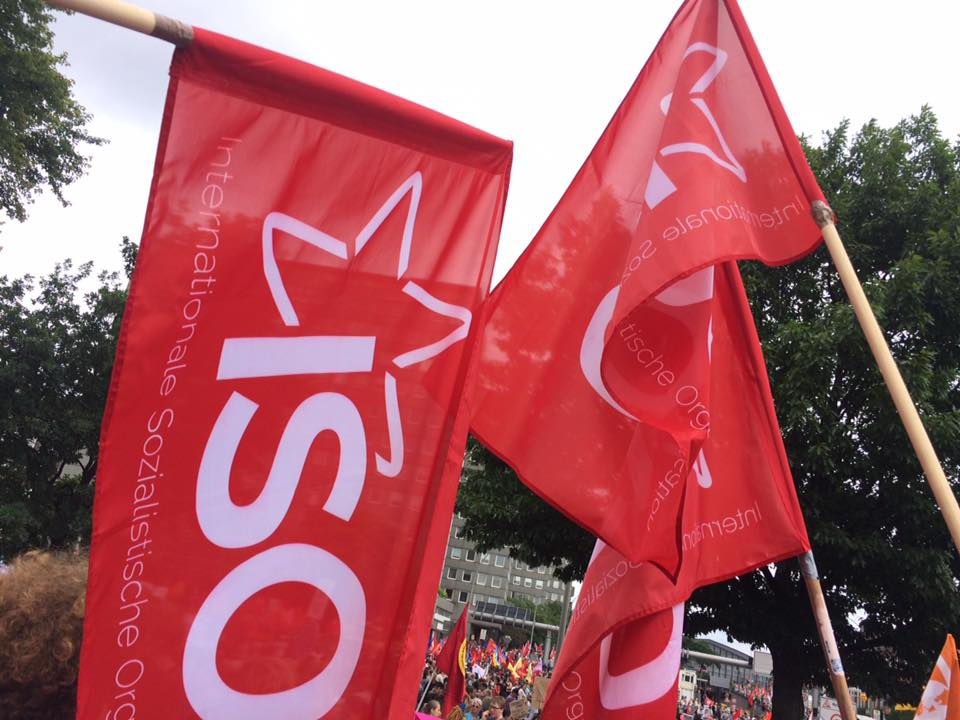
2 ISO-Fahnen auf einer Demonstration in Hamburg 2017.

Die Internationale Sozialistische Organisation versteht sich als Neuanfang und möchte dazu beitragen, dass die Zersplitterung der revolutionären und antikapitalistischen Kräfte überwunden wird. Sie sieht sich dabei selbst in Kontinuität zur linken Opposition gegen den Stalinismus.
Die ISO steht für „einen revolutionären Bruch mit dem Kapitalismus, für die Ersetzung des bürgerlichen Staats durch die Verwaltung der ProduzentInnen selbst.“ Sie beruft sich dabei auf die Idee der Rätedemokratie. Diese Ziele stellt sie in den Rahmen einer Revolution im Weltmaßstab. Sie betont dabei die Notwendigkeit der demokratischen Organisiertheit einer solchen sozialistischen Gesellschaft, die Opposition und Meinungsstreit verschiedener politischer Richtungen zulässt. Als die entscheidende Kraft, die den Kapitalismus überwinden kann, sieht sie in marxistischer Tradition die Arbeiterklasse.
Die ISO betont die ökologische Komponente bei der Umsetzung einer demokratisch geplanten Wirtschaft. Sie beruft sich in einem grundlegenden Dokument ihrer Gründungskonferenz auf den Ökosozialismus und den Feminismus. Innerhalb der ISO bleibt die Position zur Partei Die Linke umstritten. Während ein Teil der Mitglieder in der Partei mitarbeitet, mitunter auch in höheren Positionen, lehnen andere die Mitarbeit in der Partei und ihre Unterstützung ab. Hierbei richtet sich die Kritik besonders auf die Regierungsbeteiligungen der Partei Die Linke.

## Organisationsstruktur
Auf der Gründungskonferenz ist ein Statut der ISO beschlossen worden, in dem die Rechte und Pflichten der Mitglieder und der Gremien der Organisation sowie einige Grundzüge der Organisationsstruktur festgehalten sind. Die ISO führt Bundeskonferenzen durch, die spätestens nach 18 Monaten einberufen werden müssen, zusätzlich kann es außerordentliche Bundeskonferenzen geben. Laut Statut ist die Bundeskonferenz das höchste Organ der Organisation. Auf den Konferenzen wird ein bundesweites Gremium gewählt, das Koordination genannt wird und ungefähr alle zwei Monate zusammenkommt. Zwischen den Sitzungen der Koordination sorgt ein Sekretariat für die laufenden Angelegenheiten. Außerdem gibt es verschiedene bundesweite Arbeitsgruppen zu Themen wie Betrieb und Gewerkschaften oder Ökosozialismus.
In dem Statut ist vorgesehen, dass alle Mitglieder das Recht haben, sich an die anderen Mitglieder zu wenden, und das Recht auf Bildung von Tendenzen und Fraktionen garantiert. In einem Dokument zum Selbstverständnis der ISO ist versucht worden, aus verschiedenen negativen Erfahrungen mit der Praxis der Bildung von organisierten Strömungen in den Vorläuferorganisationen und in anderen Organisation der Vierten Internationale in der Vergangenheit Lehren zu ziehen und fruchtbarere Ansätze für den Umgang mit Meinungsverschiedenheiten zu entwickeln.

## Publikationen
Die ISO veröffentlicht die zweimonatlich erscheinende Zeitschrift „die Internationale“,
die auf die formell von der Leitung der Vierten Internationale herausgegebene Zeitschrift „Inprekorr“ zurückgeht und Artikel aus der Presse der Vierten Internationale, aber auch Beiträge aus dem deutschsprachigen Raum veröffentlicht. Die Monatszeitung des RSB, Avanti, erscheint seit der Gründung der ISO nicht mehr. Die ISO unterstützt die Sozialistische Zeitung (SoZ) als autonomes Organ. Außerdem gibt sie unregelmäßig Broschüren und bundesweit verbreitete Flugblätter heraus.
Sie betreibt eine Website und eine Facebook-Seite.